# Valongo (freguesia)
Valongo es una freguesia portuguesa del municipio homónimo, con 20,24 km² de superficie y 25.882 habitantes (2021). Su densidad de población es de 1 278,75 hab/km².

## Galería

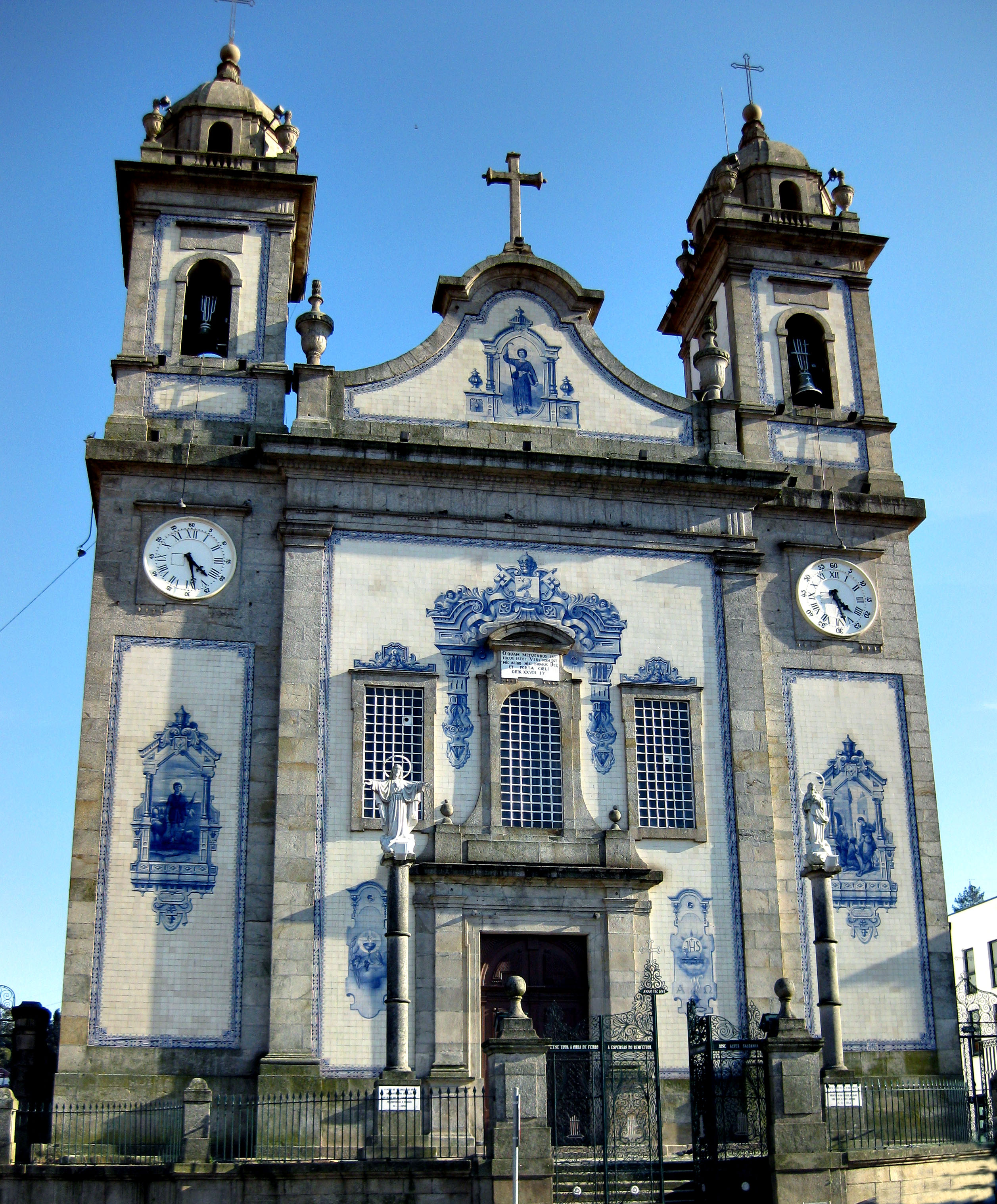
Iglesia Matriz de Valongo